# Vimianzo
Vimianzo és un municipi de la província de la Corunya a Galícia. Pertany a la Comarca da Terra de Soneira. Situat a la Costa da Morte, limita amb els municipis de Zas, Dumbría, Muxía, Camariñas i Laxe.
| 8.637 | 9.222 | 10.678 | 9.646 | 8.475 |
| Fonts: INE i IGE (Els criteris de registre censal variaren i les dades de l'INE i de l'IGE poden no coincidir.) |       |        |       |       |

## Parròquies
Està dividit en catorze parròquies:

| Parròquia | Patró/na      | Habitants |
| --------- | ------------- | --------- |
| Vimianzo  | San Vicente   | 1.971     |
| Baíñas    | Santo Antoíño | 868       |
| Carantoña | San Martiño   | 725       |
| Carnés    | San Cristovo  | 724       |
| Salto     | Santa María   | 616       |
| Cereixo   | Santiago      | 610       |
| Calo      | San Xoán      | 506       |
| Bamiro    | San Amedio    | 449       |
| Treos     | San Miguel    | 444       |
| Cambeda   | San Juan      | 427       |
| Serramo   | San Sebastián | 344       |
| Castrelo  | San Martiño   | 290       |
| Berdoias  | San Pedro     | 288       |
| Tines     | Santa Eulalia | 213       |